# Freddy Mansveld
Alfred « Freddy » Mansfeld, né le 2 août 1911 et mort à une date inconnue, est un bobeur belge.

## Biographie
Freddy Mansfeld participe aux épreuves de bobsleigh aux Jeux olympiques de 1948 à Saint-Moritz et remporte la médaille d'argent en bob à quatre avec ses coéquipiers belges Max Houben, Louis-Georges Niels et Jacques Mouvet.

## Palmarès

### Jeux Olympiques
- : médaillé d'argent en bob à quatre aux Jeux olympiques d'hiver de 1948.